# Xã Tredyffrin, Quận Chester, Pennsylvania
Xã Tredyffrin (tiếng Anh: Tredyffrin Township) là một xã thuộc quận Chester, tiểu bang Pennsylvania, Hoa Kỳ. Năm 2010, dân số của xã này là 29.332 người.